# Gentleman cambrioleur
«Gentleman cambrioleur» — п'ятий студійний альбом канадського співака Гару. Реліз відбувся 4 грудня 2009 року.

## Список композицій
1. "Gentleman cambrioleur" — 2:28 (Yves Dessca, Jean-Pierre Bourtayre, Alain Boublil)
2. "I Love Paris" — 2:33 (Cole Porter)
3. "Les dessous chics" — 2:36 (Serge Gainsbourg)
4. "Sorry" — 3:33 (Мадонна, Stuart Price)
5. "New Year's Day" — 4:04 (U2)
6. "Les Champs-Élysées" — 3:27 (Pierre Delanoë, Mike Deighan, Michael Wilshaw)
7. "Da Ya Think I'm Sexy?" — 3:50 (Carmine Appice, Duane Hitchings, Rod Stewart )
8. "Aimer d'amour" — 3:17 (George Thurston, Léo Sayer, Albert Hammond)
9. "C'est comme ça" — 3:35 (Fred Chichin, Catherine Ringer)
10. "Je veux tout" — 2:50 (Ariane Moffatt)
11. "A ma fille" — 3:50 (Charles Aznavour)
12. "The Sound of Silence" — 4:31 (Paul Simon)
13. "Everybody Knows" — 5:58 (Leonard Cohen, Sharon Robinson)

## Чарти
Тижневі чарти
| Чарт (2009)                     | Позиція |
| ------------------------------- | ------- |
| Бельгія (Валлонія) (Ultratop)   | 15      |
| Франція (SNEP)                  | 35      |
| Польща (ZPAV)                   | 17      |
| Швейцарія (Schweizer Hitparade) | 30      |

## Сертифікація та продажі
| Країна         | Сертифікат (таблиця продажів та сертифікатів) | Продажі |
| -------------- | --------------------------------------------- | ------- |
| Франція (SNEP) | Золото                                        | +50,000 |